# Conseil régional du Frioul-Vénétie Julienne
XIIIe législature
Palais du Conseil régional
Le conseil régional du Frioul-Vénétie Julienne (en italien : Consiglio regionale del Friuli-Venezia Giulia, en frioulan : Consei Regjonâl di Friûl Vignesie Julie, en slovène : Deželni svet Furlanije-Julijske krajine, en allemand : Regionalrat der Friaul-Julisch Venetien) est le conseil régional de la région à statut spécial du Frioul-Vénétie Julienne.

## Mode de scrutin
Le conseil est constitué de 49 conseillers, élus pour cinq ans. La liste ou la coalition qui soutient le candidat élu à la présidence de la junte régional — au suffrage universel direct et au scrutin uninominal majoritaire à un tour — reçoit une prime de majorité.
Le jour du scrutin, l'électeur vote deux fois (sur un même bulletin de vote). Il accorde un suffrage à l'un des candidats à la présidence de la région et un suffrage à un parti politique. Le panachage est autorisé : l'électeur est libre de voter pour un parti ne soutenant pas le candidat qu'il a choisi.
Si le parti ou la coalition soutenant le président élu n'a pas remporté au moins 55 % des sièges à pourvoir, il reçoit une « prime de majorité » (en italien : premio de maggioranza) : 60 % des sièges à pourvoir si le président élu a remporté au moins 45 % des voix ; 55 % des mandats si le président élu a totalisé moins de 45 % des suffrages. À l'inverse, si les partis ou coalitions qui soutenaient un autre candidat obtiennent moins de 40 % des sièges à pourvoir, est activée la « garantie de minorité » (en italien : garanzia per le minoranze), qui assure à l'opposition 40 % des sièges à pourvoir.
Les mandats attribués à la majorité et à l'opposition sont ensuite répartis entre les listes qui ont remporté 4 % des voix au niveau régional ; 1,5 % au niveau régional dans le cadre d'une coalition ayant réuni au moins 15 % des voix au niveau régional ; 20 % des voix au niveau d'une province.
Le conseil régional compte un total de 49 membres : 47 conseillers élus à la proportionnelle, le président élu et le candidat arrivé juste après lui.

## Historique

### Présidents du conseil
- 1998-2001 : Roberto Antonione
- 2001-2003 : Antonio Martini
- 2003-2008 : Alessandro Tesini
- 2008-2010 : Edouard Ballaman
- 2010-2013 : Maurizio Franz
- 2013-2018 : Franco Iacop
- mai-juin 2018 : Ettore Romoli
- 2018-2023 : Piero Mauro Zanin
- 2023-en cours : Mauro Bordin